# 大塚信一 (映画監督)
大塚 信一（おおつか しんいち、1980年 - ）は、日本の映画監督。長崎県長崎市出身、東京都調布市在住。

## 経歴・人物
大学卒業後に長谷川和彦に師事し、映画のスタッフとして参加するはずだったがクランクインとならなかった。
その後は映画学校の就学経験や映画業界での経歴がほぼないまま、ラーメン屋で働き続ける。30歳の頃より、ラーメン屋で働きながらも映画を撮ろうと模索を始め、2010年に尾関伸次主演の短編映画『アメリカの夢』を制作。PFFアワード2014に同作を応募するも、一次審査通過止まりで入選は果たせなかった。
その後、「映画が死ぬほど好き」という強い気持ちだけで、小林竜樹・しじみ主演のオリジナルの長編映画『横須賀綺譚』を約5年の制作期間を経て完成させ、長編映画監督デビュー。自身の息子が生まれることも制作の一つのきっかけであり、生まれる前から制作の準備を始めていたが、完成時には息子は4歳になっていた。同作はカナザワ映画祭2019「期待の新人監督」に出品され、初上映された。2020年5月2日より、ケイズシネマ（新宿）にて3週間のレイトショー上映される予定だったが、新型コロナウイルス感染症の流行により緊急事態宣言が発出されたことで同館が4月8日より休館となったため、上映スケジュールが再調整されることなった（7月11日上映に変更）。スケジュール再調整中に第二子となる女児が誕生している。
今後については、40歳になった今さら映画だけで生活することは困難であり、家族を養う責任もあるため、数年に1本のペースで映画を撮り続けたいと語っており、また、どうせ撮るのなら志の高さはだけは持っていたいと語っている。

## 作品

### 映画
- 横須賀綺譚（2019年） - 監督・脚本